# ويليام إم. مالون
ويليام إم. مالون (بالإنجليزية: William M. Malone)‏ هو محامي أمريكي، ولد في 1900، وتوفي في 1981.